# Monte Pisanino
Monte Pisanino är en 1 946 meter hög bergstopp som ligger i de apuanska alperna i Toscana i Italien. Berget finns i naturreservatet Parco Naturale delle Alpi Apuane som ligger i området vid Massa-Carrara och floden Serchio. Berget är Toscanas näst högsta efter Monte Prado.